# Stenocidnus flavosignatus
Stenocidnus flavosignatus là một loài bọ cánh cứng trong họ Cerambycidae.